# Kardinal Offishall
Jason Drew Harrow (Toronto, 12 mei 1976), beter bekend als Kardinal Offishall, is een Canadees rapper. Hij wordt vaak de "hiphop-ambassadeur" van Canada genoemd en is bekend om zijn reggae en dancehall-beïnvloede stijl van hiphop. 
Offishall begon zijn carrière in de underground hiphop scene als lid van The Circle. Tegelijkertijd begon hij met het produceren van beats. Zijn muzikale debuut kwam in 1997 toen hij een solo-album uitbracht, Eye & I. Dit en meer albums vestigde de aandacht op een breder publiek van de destijds ondergewaardeerde Canadese rap. In 2007 tekende hij bij het label Kon Live Distribution van Akon. Ondanks de populariteit van zijn solo-albums, richt Offishall zich meer op mixtapes en gast producties van de aandelen van Amerikaanse rappers.

## Discografie
Albums
- Eye & I (1997)
- Quest for Fire: Firestarter, Vol. 1 (2001)
- Fire and Glory (2005)
- Not 4 Sale (2008)
- Kardi Gras, Vol. 1: The Clash (2015)

- Bibliothèque nationale de France: cb15062850b (data)
- Gemeinsame Normdatei: 136056512
- International Standard Name Identifier: 0000 0000 7845 9664
- Library of Congress Control Number: no2002046218
- MusicBrainz: 03647192-f55b-42b2-9a74-db28fcae8fd1
- Nationale Bibliotheek van Tsjechië: xx0090100
- Virtual International Authority File: 37205193
- WorldCat: E39PBJyh683DWydGdmqbPycwYP